# Шовінізм

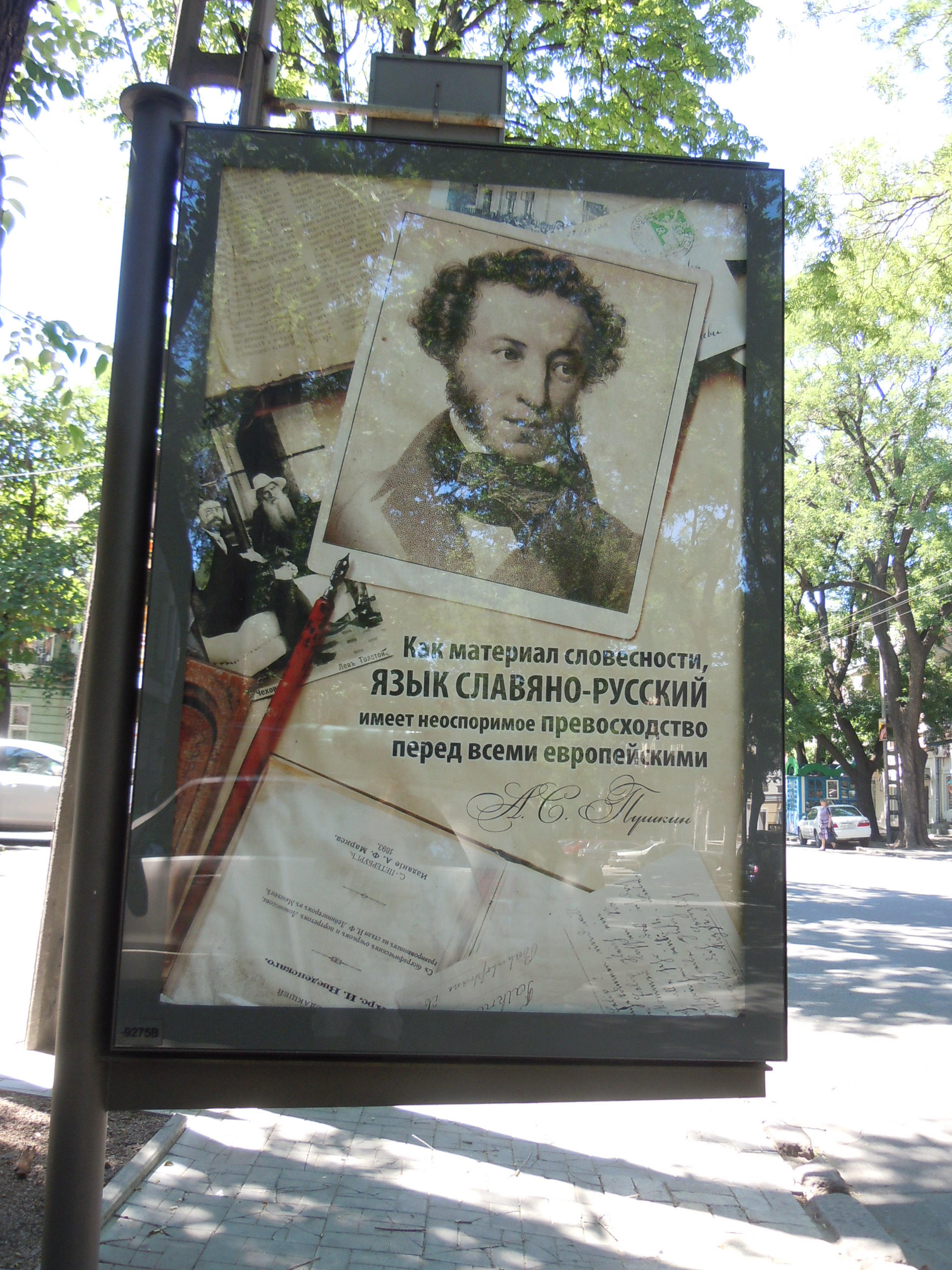
Шовіністичний плакат в Одесі — пропаганда зверхності російської мови над іншими європейськими

Шовіні́зм (фр. chauvinisme, в англ. версії — джингоїзм) — ідеологія, суть якої полягає в пропагуванні переваги одного народу (нації) над іншими народами (націями) з метою обґрунтування свого «права» на їхню дискримінацію або пригнічення.
Агресивна форма націоналізму, яка вирізняється гіперболізованим, войовничим патріотизмом у поєднанні з авторитаризмом і пропагандою ідей національної винятковості та військової переваги держави або нації в суспільно-політичній думці та масовій свідомості. Побутує під час війн, військових конфліктів, передвоєнних ситуацій та в атмосфері масової істерії та реваншистських настроїв.
Часто вживається з епітетом великодержавний або імперський, якщо стосується явища пригноблення «малих народів» та національних меншин на внутрішньодержавному або міждержавному рівнях, яке набуває форм економічної експансії, політичного гноблення, культурного домінування, мовної асиміляції або їхнього поєднання. Термін «шовінізм» використовували для негативної оцінки та характеристики урядової політики великодержавних націй, спрямованої на пригноблення малих народів у складі імперій та багатонаціональних держав, наприклад Російської імперії та Австро-Угорщини. Так, виявами політики великодержавного шовінізму в Російській імперії були Валуєвський циркуляр 1863 року, Емський акт 1876 року російського імператора Олександра II про заборону української мови.
З поширенням у 20 столітті процесів соціальної реструктуризації, мобільності та стратифікації термін «шовінізм» здебільшого застосовують для позначення соціальної нерівності, домінівних позицій певної спільноти чи групи стосовно іншої. У сучасній науці «шовінізм» вважається надто декларативним терміном зі стійким психологічним та оціночним забарвленням, розмитим змістом, який неадекватний методологічним функціям наукових понять.

## Походження терміна
Цей термін з'явився 1831 року в Королівстві Франція в комедії братів Коньяр «Триколірна кокарда», одним із героїв якої був агресивний новобранець Ніколя Шовен де Рошфор.
Вважається, що прообразом цього персонажа була реальна особа — солдат наполеонівської армії Ніколя Шовен (фр. Nicolas Chauvin), вихований у дусі поклоніння імператору — творцю «величі Франції», що став відомим унаслідок жорстокого ставлення до завойованого арабського населення під час єгипетської експедиції французької армії (1799—1801).

Словом «шовінізм» прийнято позначати різноманітні прояви націоналістичного екстремізму. Митрополит УГКЦ Любомир (Гузар) дав таке визначення шовінізму:
|  | «Про шовінізм» нема потреби довго говорити. Це націоналізм у найгіршому вигляді. Шовінізм був і є причиною багатьох міжнародних непорозумінь і нещасть. |

Щодо природи і змісту шовінізму особливих дискусій не виникає — загальновизнаним є ставлення до нього як до екстремістської форми свідомості, параноїдального світосприйняття, яке іноді набуває ґротескних форм. Особливо небезпечний шовінізм тоді, коли він стає офіційною політикою держави, тобто підкріплений і виправданий юридично.[джерело?]

## Приклади шовінізму
Шовінізм може виникнути в будь-якій країні, у будь-якої великодержавної нації, незалежно від рівня її культурного, економічного чи політичного розвитку. Шовіністами є представники великодержавної нації. Вони пройняті ідеєю своєї винятковості.
У вікторіанській Англії виник власний варіант шовінізму — «джингоїзм», у Сполучених Штатах Америки — ідея «стовідсоткового американця», під час Першої світової війни країни Європи поглинула хвиля шовінізму на рівні державної політики.[джерело?]
Прикладом шовіністичної психопатії став такий випадок: у листопаді 1970 року 45-річний японський письменник, один із реальних претендентів на літературну Нобелівську премію, Юкіо Місіма вчинив сеппуку для того, щоб продемонструвати свою відданість батьківщині.[джерело?]

### Російський шовінізм
Значна частина експертів вважає яскравим проявом шовінізму ставлення росіян до інших народів Росії і народів країн, утворених після розпаду СРСР. Нинішнім проявом російського шовінізму є геополітична доктрина «руского міра». Російський шовінізм часто виявляється у ставленні до неросійських народів як до «молодших братів», які потребують «керівництва» Росії. Зокрема, в офіційній риториці часто применшується важливість культур і традицій народів Кавказу, Середньої Азії, а також України та Білорусі. Вторгнення в Грузію (2008), анексія Криму (2014) та війна проти України (2022) є проявами шовіністичної ідеології, яка виправдовує агресію потребою «захисту російськомовного населення». Усередині самої Росії шовіністична ідеологія проявляється у репресіях проти етнічних меншин, обмеженні їхніх мовних і культурних прав, наприклад, знищення шкіл із навчанням мовами національних меншин і дискримінація у публічній сфері.

### Український шовінізм
Бездержавність та історичні образи й переслідування також сприяють формуванню шовіністичного ставлення до народів держав-пригноблювачів. Низка польських істориків вбачає у тиску на українське населення Волині та Галичини у 1920-ті-1930-ті роки причину появи українського шовінізму щодо поляків, хоча інші звинувачують політику окупаційної німецької влади, яка зіштовхувала поляків з українцями. Вияви українського шовінізму серед української еміграції 1940-х — 1960-х років відзначав письменник і громадський діяч Іван Багряний, намагався з ними боротися. Погляди та політичну ідеологію Дмитра Донцова «українським шовінізмом» називав Юрій Шевельов. Про схильність певних верств сучасного їм українського суспільства до українського шовінізму казали представники течії українського консерватизму, зокрема В'ячеслав Липинський та Павло Скоропадський щодо періоду 1910-1930-х років, а також історик та неоконсерватор Павло Гай-Нижник у період 2010-х років. Як шовіністичне описує негативне ставлення українців до ідеї національної автономії кримських татар у 1990-ті-2000-ні роки публіцист Віталій Портніков.
Разом з тим, поняття «український шовініст» неодноразово використовувалось російськими, радянськими, польськими можновладцями та публіцистами як негативний ярлик для культурних та громадських українських діячів, а також для переслідування та репресій щодо українців.

### Польський шовінізм
Характерна риса значних прошарків суспільства Польщі у різні історичні періоди, яка значною мірою присутня і донині. Першопочатки бере від завоювання територій Королівства Галичини. Походить від польських привілейованих станів у першій Речі Посполитій у їх відношенні до, навіть ідентичних, станів не польського походження, в номінальній "республіці двох народів". Був однією з визначальних причин великої кількості повстань, зокрема козацьких. Яскраво виражено практикувався як на низовому так і на офіційному рівні. Той самий характер мав у Другій Речі Посполитій в часи інтербелуму в XX столітті, зокрема у вигляді репресивних акцій щодо етнічних меншин, особливо напередодні другої світової війни та під час неї. Значною мірою повернувся у вжиток після падіння комунізму в Польщі наприкінці XX століття.

## Шовінізм і націоналізм
Раніше шовінізм було прийнято вважати формою націоналізму, але тепер дослідники націоналізму проводять межу між націоналізмом, що являє собою амбівалентну самоідентифікацію етносу, і шовінізмом, де самоідентифікація групи створюється «від протилежного». Тобто націоналізм базується на любові до «своїх», а шовінізм — на ненависті до «чужих». [джерело?]
Шовінізм — це емоційний складник, що характеризує атмосферу нетерпимості в суспільстві, на відміну від націоналізму. Коріння виникнення цих двох ідейних течій також різні: націоналізм зазвичай зароджується у пригнобленої нації і проявляється у вимогах дотримання національних інтересів, у прагненні до розвитку свого народу, тобто несе в собі позитивний відтінок. Шовінізм же є прерогативою панівної нації і проявляється в презирстві до решти народів, у прагненні придушення, асиміляції або навіть фізичного знищення пригноблених народів.[джерело?]

## Шовінізм за межами національного
Також у більш широкому розумінні терміну шовінізмом називають домінування однієї соціальної спільноти над іншою, зазвичай уточнюючи сферу застосування. Наприклад, кажуть шовінізм вищих соціальних верств щодо нижчих у становому суспільстві; чоловічий шовінізм, який ґрунтується на соціальній нерівності жінки у суспільстві тощо.

### Расовий шовінізм
Термін «шовінізм» використовують також у расовій політиці: щодо окремих рас, держав, народів, громадських організацій і політичних партій, а також окремих громадян. Тобто наміри, ідеологія, заклики, активні дії щодо інших людських рас — це і є расовий шовінізм.[джерело?]

### Міжстатевий шовінізм
Міжстатевий шовінізм — це зверхність, приниження представників однієї статі іншою, тобто дискримінація за гендерною ознакою. Найпоширенішим є «чоловічий шовінізм».. Яскравий приклад «чоловічого шовінізму» можна спостерігати в деяких арабських країнах — жінки там ще донині безправні внаслідок зафіксованої у законодавстві упередженості. В країнах Заходу, пострадянських країнах і решті світу права жінок загалом не сильно відрізняються від прав чоловіків — на рівні законодавства, але побутові практики, які виходять із нижчості жінок і їхньої підпорядкованості чоловікам, і досі надзвичайно поширені[джерело?]. Одним з проявів такого упередженого ставлення є подвійні стандарти стосовно сексуальної поведінки і культура зґвалтування загалом[джерело?].

### Релігійний шовінізм
Релігійний шовінізм — це коли представники певних релігій не визнають права носіїв інших релігій мати і поширювати свої переконання. У наш час це найбільш характерно для ісламського фундаменталізму (ваххабізм, політика Талібану, ісламська політика в більшості арабських країн). Ще не так давно протягом більш як півтори тисячі років панував християнський (зокрема православний, католицький) релігійний шовінізм. Поширювався він у вигляді несприйняття існування інших релігій і відмінностей у релігійних вченнях в межах своєї релігії (так званих сектантських). Шовіністичну політику щодо інших церков («сект») і донині великі «традиційні» релігійні конфесії намагаються проводити й далі, хоча б в ідеологічному плані. А в разі можливості вони це намагаються робити і з допомогою держави (так у Білорусі зазнають утисків усі конфесії, крім православної московського патріархату).